# Ostoje Nietoperzy Powiatu Gorlickiego
Ostoje Nietoperzy Powiatu Gorlickiego este o arie protejată (sit de importanță comunitară — SCI) din Polonia întinsă pe o suprafață de 2.824,88 ha, integral pe uscat.

## Localizare
Centrul sitului Ostoje Nietoperzy Powiatu Gorlickiego este situat la coordonatele 49°36′38″N 21°05′32″E / 49.6105°N 21.0923°E.

## Înființare
Situl Ostoje Nietoperzy Powiatu Gorlickiego a fost declarat sit de importanță comunitară în ianuarie 2006 pentru a proteja 10 specii de animale.

## Biodiversitate
Situată în ecoregiunile alpină și continentală, aria protejată conține 5 habitate naturale: Păduri pe pante, grohotișuri și ravene de Tilio-Acerion, Păduri aluvionare cu Alnus glutinosa și Fraxinus excelsior (Alno-Padion, Alnion incanae, Salicion albae), Peșteri inaccesibile publicului, Păduri de fag Luzulo-Fagetum, Păduri de fag Asperulo-Fagetum.
La baza desemnării sitului se află mai multe specii protejate:
- amfibieni (3): izvoraș-cu-burta-galbenă (Bombina variegata), triton cu creastă (Triturus cristatus), Triturus montandoni
- mamifere (7): liliac cârn (Barbastella barbastellus), lupul (Canis lupus), râs eurasiatic (Lynx lynx), liliac cu urechi mari (Myotis bechsteinii), liliac cărămiziu (Myotis emarginatus), liliac comun (Myotis myotis), liliacul mic cu potcoavă (Rhinolophus hipposideros)